# Ralph Assheton
Ralph Assheton från 1955 1:e baron Clitheroe, född 24 februari 1901, död 1984, var en brittisk politiker.
Assheton var ursprungligen börsmäklare, blev 1934 medlem av underhuset och var 1939-44 parlamentssekreterare i olika regeringar. Assheton sågs som en av de ledande krafterna inom det konservativa partiet och var från 1944 ordförande i dess partiorganisation.